# Forest Acres
Forest Acres – miasto w Stanach Zjednoczonych, w stanie Karolina Południowa, w hrabstwie Richland.